# ديل دبليو. هدسون
ديل دبليو. هدسون (بالإنجليزية: Deal W. Hudson) هو ناشر أمريكي، ولد في 20 نوفمبر 1949.

## وصلات خارجية
- ديل دبليو. هدسون على موقع إن إن دي بي (الإنجليزية)